# Mastigia
Mastigia là một chi bướm đêm thuộc họ Erebidae.